# قرار مجلس الأمن التابع للأمم المتحدة رقم 1228
قرار مجلس الأمن التابع للأمم المتحدة رقم 1228، المتخذ بالإجماع في 11 شباط / فبراير 1999، بعد إعادة التأكيد على جميع القرارات السابقة بشأن مسألة الصحراء الغربية، ولا سيما القراران 1204 (1998) و1215 (1998)، مدد المجلس ولاية بعثة الأمم المتحدة الاستفتاء في الصحراء الغربية حتى 31 مارس 1999 لإتاحة الوقت للمشاورات حول القضايا المتعلقة بالاستفتاء المقترح.
أتاح قرار تمديد ولاية البعثة الفرصة للتوصل إلى اتفاق على البروتوكولات المتعلقة بتحديد هوية الناخبين وعودة اللاجئين. تم حث كل من الحكومة المغربية وجبهة البوليساريو على تمكين مفوضية الأمم المتحدة السامية لشؤون اللاجئين من القيام بأعمالها لإعادة اللاجئين وعائلاتهم المؤهلين للتصويت وفقًا لخطة التسوية.
وأيد مجلس الأمن اعتزام الأمين العام كوفي عنان أن يطلب من مبعوثه الشخصي إعادة تقييم جدوى ولاية البعثة إذا كانت هناك صعوبة في تنفيذ التدابير، وطلب منه تقديم تقرير إلى المجلس بحلول 22 آذار / مارس 1999.

## روابط خارجية
- نص القرار في undocs.org